# 제주 천제연 난대림
천제연 난대림지대는 대한민국의 천연기념물이다. 대한민국 제주특별자치도 서귀포시에 위치해 있으며, 여러 난대성 식물로 이루어져 있다.

## 제주도의 난대림 지대
- 제주 천지연 난대림
- 제주 천제연 난대림
- 제주 납읍리 난대림

## 같이 보기
- 천지연폭포
- 천제연폭포
- 난대아열대산림연구소